# Sri Lankas herrlandslag i fotboll
Sri Lankas herrlandslag i fotboll spelade sin första match 1952 (som Ceylon), då man föll hemma mot Indien med 0-2.

## Historik
Sri Lankas, tidigare Ceylons, fotbollsförbund bildades 1939 och är medlem av Fifa och AFC.
Det lankesiska landslaget har hittills få framgångar, men vann det regionala mästerskapet Gold Cup 1995. 

### VM
- 1930 till 1970 - Deltog ej
- 1974 - Drog sig ur
- 1978 - Drog sig ur
- 1982 - Deltog ej
- 1986 - Deltog ej
- 1990 - Deltog ej
- 1994 - Kvalade inte in
- 1998 - Kvalade inte in
- 2002 - Kvalade inte in
- 2006 - Kvalade inte in
- 2010 - Kvalade inte in
- 2014 - Kvalade inte in
- 2018 - Kvalade inte in

I kvalet till VM i Tyskland 2006 åkte man ut i första omgången, efter endast två oavgjorda matcher (mot Indonesien och Turkmenistan) samt fyra förluster.

### Asiatiska mästerskapet
- 1956 - Deltog ej
- 1960 - Deltog ej
- 1964 - Deltog ej
- 1968 - Deltog ej
- 1972 - Kvalade inte in
- 1976 - Deltog ej
- 1980 - Kvalade inte in
- 1984 - Kvalade inte in
- 1988 - Deltog ej
- 1992 - Deltog ej
- 1996 - Kvalade inte in
- 2000 - Kvalade inte in
- 2004 - Kvalade inte in
- 2007 - Drog sig ur

### AFC Challenge Cup
- 2006 - 2:a plats

Tog sig till finalen, men förlorade klart mot Tadzjikistan med 0-4.

### Asiatiska spelen
- 1951 - Deltog ej
- 1954 - Deltog ej
- 1958 - Deltog ej
- 1962 - Deltog ej
- 1966 - Deltog ej
- 1970 - Deltog ej
- 1974 - Deltog ej
- 1978 - Deltog ej
- 1982 - Deltog ej
- 1986 - Deltog ej
- 1990 - Deltog ej
- 1994 - Deltog ej
- 1998 - Deltog ej
- 2002(1) - Deltog ej
- 2006(1) - n/a

### South Asian Football Federation Gold Cup
- 1993 - 2:a plats
- 1995 - 1:a plats
- 1997 - 4:e plats
- 1999 - Första omgången
- 2003 - Första omgången
- 2005 - Första omgången

Sri Lanka vann hemmaturneringen 1995 efter 1-0 i finalen mot Indien.

### Nehru Cup
Sri Lanka var med i Nehru Cup för första gången 2009, men nådde inga stora framgångar utan slutade sist i gruppen. Skrällsegern mot Libanon (4-3) var den enda poängen man plockade på sig.

### Sydasiatiska spelen
- 1984 - Deltog ej
- 1985 - Deltog ej
- 1987 - Deltog ej
- 1989 - Första omgången
- 1991 - Första omgången
- 1993 - 3:e plats
- 1995 - 3:e plats
- 1999 - Första omgången
- 2004(2) - 4:e plats
- 2006(2) - 2:a plats

## Truppen 2007
| Målvakter: - Sugath Dammika Thilakaratne - Sandun Devinda - Mohammed Naushad | Försvarare: - Kamaldeen Fuard - Nalin Nandana Kumara Geegange - Imthyas Raheem - Dudley Lincoln Steinwall - Cristeen Fernando - Prabath Wickremathilake - Indika Perera - Biyachama Acharige Rajitha Jayavilal - Samantha Prabath - Samantha Mudiyanselage |

| Mittfältare: - Snajaya Arachchige - Mohammed Isadeen Naufer - Mohamed Faumy - Maduranga Akila Dilshan - Imran Mohamed - Galboda Karunaratne - Azmeer Lathif Mohamed - Dilshan Wewage - Hamza Hassan - J.S. Silva Agampodi - Samantha B. Fernando | Anfallare: - Kasun Nadika Jayasuriya Weerarathne - Isuru Udith Perera - Mohammed Nazar Hameed - Chathura Maduranga Weerasinghe - Niroshan Abeysekera - Prasanna Samarajeewa - Rathnayake Mudiyanselage |

## Anmärkningslista
1. ↑  CEY som Ceylon.